# Hortensio Fucil
Hortensio Fucil Herrera (ur. 8 lutego 1939, zm. 30 kwietnia 2018) – wenezuelski olimpijczyk, lekkoatleta.
W roku 1964 Fucil brał udział w igrzyskach w Tokio. Startował w eliminacjach biegu na 400 (odpadł w eliminacjach) oraz w sztafecie 4 × 100 metrów (6. miejsce).